# MaliVai Washington

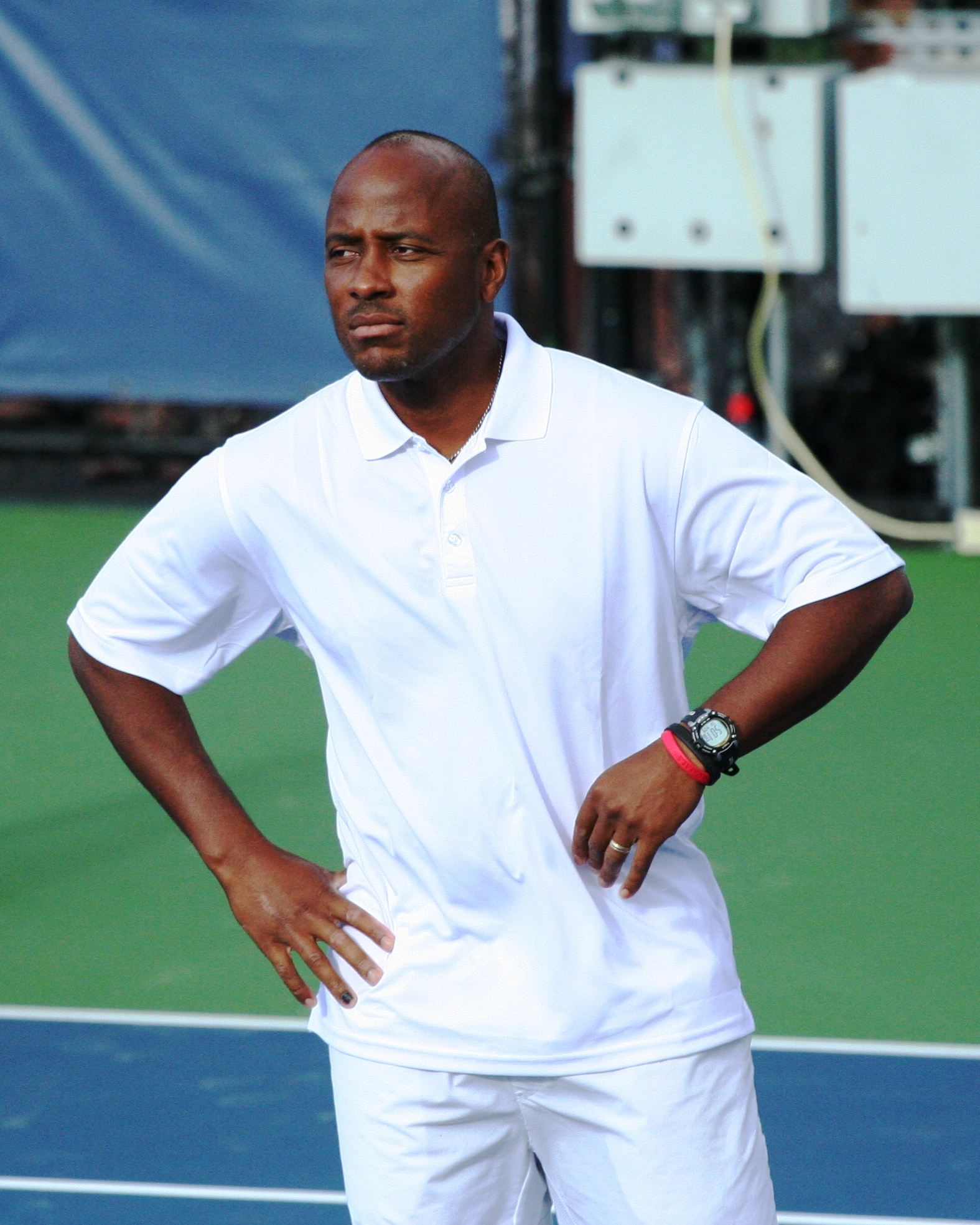
MaliVai Washington 2010

MaliVai Washington, född 20 juni 1969, Glen Cove, New York. Amerikansk högerhänt tennisspelare  som spelade final i Wimbledon 1996, som han förlorade mot holländaren Richard Krajicek. MaliVai Washington blev professionell tennisspelare på ATP-touren 1989. Han vann totalt 4 singeltitlar och rankades som bäst på 11:e plats (1992). Han vann inga dubbeltitlar.

## Tenniskarriären
Washington fick sitt genombrott som tennisspelare 1990 då han i andra omgången i ATP-turneringen i New Haven (Connecticut) besegrade den tidigare världsettan Ivan Lendl. Det dröjde dock till säsongen 1992 innan han vann sin första singeltitel på ATP-touren (Memphis). 
År 1996 nådde Washington singelfinalen i Wimbledonmästerskapen vilken kom att bli hans enda Grand Slam-final. Han mötte där den nederländske spelaren Richard Krajicek som vann i tre raka set (6-3, 6-4, 6-3). Sin sista ATP-titel vann han i Bermuda samma år.
Washington spelade i det amerikanska Davis Cup-laget 1993 och 1996-97. Han spelade totalt 5 matcher av vilka han vann 3. 

## Spelaren och personen
MaliVai Washington, som är etnisk afroamerikan, började spela tennis vid 5 års ålder. Under 1989 rankades han som USA:s främste collegespelare. Hans yngre syster, Mashona Washington, född 1976, är också en professionell tennisspelare som tävlar på WTA-touren.
MaliVai Washington var under karriärens senare år skadedrabbad och han slutade med internationell tävlingstennis i december 1999. Han har därefter bland annat arbetat som TV-kommentator. 
År 1994 grundade Washington the MaliVai Washington Kids Foundation to "teach achievement and positive life skills through the game of tennis".